# Катастрофа SE-210 в Гватемале
Катастрофа SE-210 под Флоресом — авиационная катастрофа самолёта SE-210 Caravelle III авиакомпании Aerovías, произошедшая 18 января 1986 года. Самолёт, летевший из аэропорта Ла-Аурора (Гватемала), врезался в гору при подлёте к международному аэропорту святой Елены во Флоресе. Все 93 человека на его борту погибли.
Эта авиакатастрофа стала самой крупной (по количеству погибших) в истории Гватемалы.

## Самолёт
Самолёт французской модели Sud Aviation SE-210 Caravelle III был построен в 1960 году. Он был перестроен в 1962 году согласно стандарту 6N. Авиакомпания SAETA приобрела самолёт в 1975 году. Гватемальская авиакомпания Aerovías взяла самолёт в аренду у эквадорской авиакомпании SAETA в 1985 году, в связи с увеличившимся числом туристов, посещающих Гватемалу.

## Катастрофа
Расчётная продолжительность полёта на расстояние в 274 км составляла 40 минут. Гватемальские и иностранные туристы летели из Гватемала-сити во Флорес, который является базовым пунктом для посещения древнего города майя Тикаль. Самолёт вылетел утром в 7:25 по местному времени из международного аэропорта Ла Аурора. На борту находилось 87 пассажиров и 6 членов экипажа. После примерно получасового полёта самолёт был готов приземлиться в аэропорту св. Елены. Однако экипаж занял слишком большую высоту и повернул на второй заход. Заходя на посадку, самолёт ударился о гору, загорелся и полностью разрушился. Последний контакт с диспетчерами был в 7:58 на 33-й минуте полёта, никаких сообщений о неисправностях не было.

## Причины катастрофы
Управление гражданской авиацией Гватемалы (Dirección General de Aeronáutica Civil) предприняло расследование, но точную причину катастрофы так и не удалось определить. Возможно, пилоты потеряли ориентацию из-за низкой облачности.